# Piscines Bernat Picornell
Piscines Bernat Picornell is een zwemaccommodatie die deel uitmaakt van het Olympische Park in Montjuïc, Barcelona. Het zwemcentrum bestaat uit drie zwembaden: een binnenbad van 50 meter, een buitenbad van 50 meter, en een bad dat bedoeld is voor schoonspringen.
De zwemaccommodatie is vernoemd naar Bernat Picornell i Richier, een Catalaans zwemmer en stichter van de Spaanse Zwemfederatie, en is gebouwd ter gelegenheid van de Europese kampioenschappen zwemmen 1970. In de periode 1990-1992 vond er een renovatie plaats ten behoeve van de Olympische Zomerspelen 1992. Daarbij werd het trainingsbad overdekt en werden tijdelijke tribunes gebouwd om de toeschouwerscapaciteit van 3000 tot 10.000 plaatsen te verhogen.
- Virtual International Authority File: 146484338

1984:  Uytengsu Aquatics Center · 
1988:  Jamsil Indoor Swimming Pool · 
1992:  Piscines Bernat Picornell · 
1996:  Georgia Tech Aquatic Center · 
2000:  Sydney International Aquatic Centre · 
2004:  Athens Olympic Aquatic Centre · 
2008:  Beijing National Aquatics Center · 
2012:  London Aquatics Centre · 
2016:  Parque Aquático Maria Lenk · 
2020:  Tokyo Aquatics Centre · 
2024:  Centre aquatique olympique